# 第73回全日本バレーボール高等学校選手権大会
第73回全日本バレーボール高等学校選手権大会（だいななじゅうさんかいぜんにほんバレーボールこうとうがっこうせんしゅけんたいかい）は、2021年1月5日から1月10日まで東京体育館で開催された73回目の大会である。男子は東福岡が、女子は就実がそれぞれ優勝した。

## 概要
今大会も準々決勝までの前半と準決勝以降の後半に分割。
新型コロナの影響で日本バレーボール協会（JVA）・高体連・フジテレビなどは本大会を全試合無観客で開催することを発表。組み合わせは11月29日にオンラインで代理抽選を行った。開会式は実施しない。
期間中、東山の選手が検温で高熱となり、3回戦を棄権。当該選手は後に新型コロナ感染が判明。

### 日程
- 2020年11月29日：組み合わせ抽選会（オンライン）
- 2021年1月5日：男女1回戦
- 1月6日：男女2回戦
- 1月7日：男女3回戦、準々決勝
- 1月9日：準決勝
- 1月10日：決勝、閉会式

出典：フジテレビ大会サイト

## 出場校

### 男子
北海道・東北
- 北海道代表I：北海道科学大高（2年連続5回目）
- 北海道代表II：恵庭南（2年連続3回目）
- 青森県代表：弘前工（3年ぶり41回目）
- 岩手県代表：不来方（2年連続15回目）
- 秋田県代表：雄物川（26年連続26回目）
- 山形県代表：山形南（2年連続12回目）
- 宮城県代表：仙台商（3年ぶり7回目）
- 福島県代表：福島商（2年ぶり2回目)

関東
- 茨城県代表：土浦日大（3年連続12回目）
- 栃木県代表：足利大附（2年連続40回目）
- 群馬県代表：伊勢崎（4年ぶり12回目）
- 埼玉県代表：昌平（初出場）
- 千葉県代表：習志野（14年連続37回目）
- 東京都代表I：駿台学園（11年連続13回目）
- 東京都代表II：東亜学園（16年連続37回目）
- 東京都代表III（開催地）：安田学園（15年ぶり6回目）
- 神奈川県代表I：東海大相模（2年ぶり4回目）
- 神奈川県代表II：慶應（2年連続3回目）
- 山梨県代表：日本航空（19年連続19回目）

東海・北信越
- 長野県代表：松本国際（8年連続10回目）
- 新潟県代表：東京学館新潟（2年ぶり13回目）
- 富山県代表：富山第一（2年ぶり7回目）
- 石川県代表：石川県工（2年ぶり29回目）
- 福井県代表：福井工大福井（3年連続44回目）
- 静岡県代表：聖隷クリストファー（5年ぶり13回目）
- 愛知県代表：星城（4年ぶり15回目）
- 岐阜県代表：県岐阜商（10年連続17回目）
- 三重県代表：松阪工（6年連続38回目）

近畿
- 滋賀県代表：近江（18年連続36回目）
- 奈良県代表：天理（3年連続8回目）
- 和歌山県代表：開智（26年連続26回目）
- 京都府代表：東山（2年連続13回目）
- 大阪府代表I：清風（6年連続28回目）
- 大阪府代表II：近大附（初出場）
- 兵庫県代表：市立尼崎（22年連続36回目）

中国
- 鳥取県代表：鳥取中央育英（4年連続4回目）
- 島根県代表：松江高専（初出場）
- 岡山県代表：玉野光南（6年ぶり13回目）
- 広島県代表：崇徳（7年連続47回目）
- 山口県代表：高川学園（6年連続9回目）

四国
- 香川県代表：高松工芸（3年ぶり22回目）
- 徳島県代表：城東（3年ぶり6回目）
- 愛媛県代表：松山工（4年ぶり26回目）
- 高知県代表：高知（5年連続20回目）

九州
- 福岡県代表：東福岡（10年連続12回目）
- 佐賀県代表：佐賀学園（3年連続6回目）
- 長崎県代表：大村工（11年連続18回目）
- 熊本県代表：鎮西 （12年連続33回目）
- 大分県代表：大分南（2年連続2回目）
- 宮崎県代表：都城工（5年連続37回目）
- 鹿児島県代表：鹿児島商（2年ぶり30回目）
- 沖縄県代表：美里工（18年ぶり12回目）

### 女子
北海道・東北
- 北海道代表I：札幌山の手（3年連続13回目）
- 北海道代表II：帯広南商（10年ぶり5回目）
- 青森県代表：青森西（4年連続17回目）
- 岩手県代表：高田（7年ぶり22回目）
- 秋田県代表：秋田北（3年連続5回目）
- 山形県代表：米沢中央（2年ぶり10回目）
- 宮城県代表：古川学園（16年連続41回目）
- 福島県代表：郡山女子大附（5年連続22回目）

関東
- 茨城県代表：日立第二（32年ぶり2回目）
- 栃木県代表：國學院栃木（34年連続35回目）
- 群馬県代表：西邑楽（3年連続6回目）
- 埼玉県代表：春日部共栄（6年ぶり15回目）
- 千葉県代表：敬愛学園（2年連続10回目）
- 東京都代表I：文京学院大女子（4年連続12回目）
- 東京都代表II：共栄学園（2年連続25回目）
- 東京都代表III（開催地）：八王子実践（6年連続43回目）
- 神奈川県代表I：川崎橘（3年連続26回目）
- 神奈川県代表II：伊勢原（3年ぶり18回目）
- 山梨県代表：帝京第三（14年ぶり2回目）

東海・北信越
- 長野県代表：東京都市大塩尻（3年連続8回目）
- 新潟県代表：長岡商（3年連続9回目）
- 富山県代表：富山第一（8年連続13回目）
- 石川県代表：金沢商（19年連続46回目）
- 福井県代表：北陸（7年ぶり8回目）
- 静岡県代表：富士見（8年連続13回目）
- 愛知県代表：誠信（2年ぶり2回目）
- 岐阜県代表：県岐阜商（4年ぶり7回目）
- 三重県代表：津商（4年ぶり17回目）

近畿
- 滋賀県代表：近江（3年ぶり13回目）
- 奈良県代表：奈良文化（3年連続3回目）
- 和歌山県代表：和歌山信愛（7年連続37回目）
- 京都府代表：北嵯峨（23年ぶり3回目）
- 大阪府代表I：金蘭会（10年連続10回目）
- 大阪府代表II：大阪国際滝井（2年連続22回目）
- 兵庫県代表：氷上（2年連続36回目）

中国
- 鳥取県代表：岩美（2年ぶり3回目）
- 島根県代表：安来（2年連続37回目）
- 岡山県代表：就実（7年連続44回目）
- 広島県代表：広島桜が丘（2年連続3回目）
- 山口県代表：誠英（31年連続41回目）

四国
- 香川県代表：坂出商（初出場）
- 徳島県代表：城南（2年連続12回目）
- 愛媛県代表：松山東雲（5年連続7回目）
- 高知県代表：高知（2年連続2回目）

九州
- 福岡県代表：誠修（2年連続18回目）
- 佐賀県代表：佐賀清和（2年ぶり13回目）
- 長崎県代表：聖和女子学院（3年ぶり5回目）
- 熊本県代表：鎮西（2年ぶり4回目）
- 大分県代表：東九州龍谷（21年連続36回目）
- 宮崎県代表：都城商（3年ぶり8回目）
- 鹿児島県代表：鹿児島女子（2年連続36回目）
- 沖縄県代表：西原（2年ぶり9回目）

## 男子結果
準決勝
| 日程   | 開始 |          | 結果 |          | 1set  | 2set  | 3set  | 4set  | 5set | 総得点  | R |
| ------ | ---- | -------- | ---- | -------- | ----- | ----- | ----- | ----- | ---- | ------- | - |
| 1月9日 |      | 市立尼崎 | 2–3  | 駿台学園 | 23–25 | 23–25 | 25–21 | 27–25 | 9–15 | 107–111 |   |
| 1月9日 |      | 東福岡   | 3–1  | 清風     | 22–25 | 32–30 | 27–25 | 25–20 |      | 106–100 |   |

決勝
| 日程    | 開始 |        | 結果 |          | 1set  | 2set  | 3set  | 4set  | 5set | 総得点 | R |
| ------- | ---- | ------ | ---- | -------- | ----- | ----- | ----- | ----- | ---- | ------ | - |
| 1月10日 |      | 東福岡 | 3–1  | 駿台学園 | 25–23 | 25–21 | 19–25 | 25–19 |      | 94–88  |   |

## 女子結果
準決勝
| 日程   | 開始 |            | 結果 |              | 1set  | 2set  | 3set  | 4set  | 5set | 総得点 | R |
| ------ | ---- | ---------- | ---- | ------------ | ----- | ----- | ----- | ----- | ---- | ------ | - |
| 1月9日 |      | 東九州龍谷 | 0–3  | 大阪国際滝井 | 14–25 | 20–25 | 24–26 |       |      | 58–76  |   |
| 1月9日 |      | 就実       | 3–1  | 古川学園     | 27–25 | 25–23 | 21–25 | 25–19 |      | 98–92  |   |

決勝
| 日程    | 開始  |              | 結果 |      | 1set  | 2set  | 3set  | 4set  | 5set | 総得点 | R |
| ------- | ----- | ------------ | ---- | ---- | ----- | ----- | ----- | ----- | ---- | ------ | - |
| 1月10日 | 13:45 | 大阪国際滝井 | 1–3  | 就実 | 20–25 | 20–25 | 25–22 | 12–25 |      | 77–97  |   |